# Harlingen-Terschelling Roeirace
De Harlingen-Terschelling Roeirace is de jaarlijkse sloeproeiwedstrijd op de Waddenzee tussen de plaatsen Harlingen en West-Terschelling.
Er wordt geroeid met authentieke sloepen, zoals die worden of werden gebruikt bij de koopvaardij, de marine, de walvisvaart en de zeevisvaart. Nieuwgebouwde sloepen moeten binnen deze traditie passen.

## Geschiedenis
De eerste HT-roeirace werd gehouden op 21 juni 1975 in het kader van 100 jaar Hogere Zeevaartschool Willem Barentsz. Er was al een HT-zeilrace. De roeirace over een afstand van ongeveer 34 kilometer begon in 1975 als een aardige prestatietocht met een team van de zeevaartschool Willem Barentsz  en een team Terschellingers van OKA18 in een onderlinge strijd die gewonnen werd door het team van de OKA18. In 1984 was het een evenement geworden met 36 sloepen. De winnaar is niet de eerstbinnenkomende sloep, maar de ploeg die de vorige prestatie in tijd weet te verbeteren. De sloepen roeien bij uitgaand tij van Harlingen naar het eiland. Dit moet gebeuren, voordat de vloed weer tussen de eilanden door het Wad opkomt, omdat de roeiers het bij tegenstroom zwaar te verduren zouden krijgen.
In 1982 werd de aanmelding van een Harlinger damesploeg afgewezen. Met zes roeisters zouden ze ook numeriek in het nadeel zijn. In 1984 waren er zeven damesploegen. In 1989 (vijftiende race) volbrachten het gros van de 92 deelnemende ploegen, waaronder ongeveer veertig Friese, binnen vier uren de oversteek. De eerste sloep passeerde al na twee uren en 35 minuten de finishlijn. In 1990 (zestiende race) deden voor het eerst meer dan honderd sloepen mee. 
In 1992 namen er 130 sloepen deel. De start van de achttiende race vond plaats in de Willemshaven van Harlingen. De gevolgde route: Hanerak, Blauwe Slenk, Vliestroom, Schuitengat en haven Terschelling. In 1999 deden op de 25ste roeirace een recordaantal van 140 sloepen mee.